# قائمة رؤساء وزراء سارلاند

علم رئيس وزراء سارلاند

يقود رئيس وزراء سارلاند حكومة ولاية سارلاند ويدير أعمالها. يُنتخب من أغلبية أعضاء برلمان الولاية وفقاً للمادة 87 (1) من دستور سارلاند المنشأ عام 1947.

## شاغلو المنصب
الأحزاب السياسية:

  CVP / CDU

  FDP

  SPD

  مستقل
| الصورة                   | الصورة               | الاسم (تاريخ الميلاد والوفاة)      | فترة شغل المنصب      | فترة شغل المنصب      | فترة شغل المنصب      | الحزب                               |
| الصورة                   | الصورة               | الاسم (تاريخ الميلاد والوفاة)      | تولى المنصب          | غادر المنصب          | مدة شغل المنصب       | الحزب                               |
| رئيس وزراء محمية سار     | رئيس وزراء محمية سار | رئيس وزراء محمية سار               | رئيس وزراء محمية سار | رئيس وزراء محمية سار | رئيس وزراء محمية سار | رئيس وزراء محمية سار                |
| ------------------------ | -------------------- | ---------------------------------- | -------------------- | -------------------- | -------------------- | ----------------------------------- |
|                          |                      | يوهانس هوفمان (1890–1967)          | 20 ديسمبر 1947       | 29 أكتوبر 1955       | 2870                 | حزب الشعب المسيحي                   |
|                          |                      | هاينريش فيلش (1888–1976)           | 29 أكتوبر 1955       | 10 يناير 1956        | 73                   | مستقل                               |
|                          |                      | هوبيرت ناي (1892–1984)             | 10 يناير 1956        | 4 يونيو 1957         | 511                  | الاتحاد الديمقراطي المسيحي          |
| رئيس وزراء ولاية سارلاند |                      |                                    |                      |                      |                      |                                     |
|                          |                      | إيغون راينرت (1908–1959)           | 4 يونيو 1957         | 23 أبريل 1959        | 688                  | الاتحاد الديمقراطي المسيحي          |
|                          |                      | فرانتس يوزيف رودر (1909–1979)      | 23 أبريل 1959        | 26 يونيو 1979        | 7369                 | الاتحاد الديمقراطي المسيحي          |
|                          |                      | فيرنر كلومب (born 1928) (بالوكالة) | 26 يونيو 1979        | 5 يوليو 1979         | 9                    | الحزب الديمقراطي الحر               |
|                          |                      | فيرنر تساير (1929–2000)            | 5 يوليو 1979         | 9 أبريل 1985         | 2105                 | الاتحاد الديمقراطي المسيحي          |
|                          |                      | أوسكار لافونتين (1943)             | 9 أبريل 1985         | 10 نوفمبر 1998       | 4963                 | الحزب الديمقراطي الاجتماعي الألماني |
|                          |                      | راينهارد كليمت (1942)              | 10 نوفمبر 1998       | 29 سبتمبر 1999       | 323                  | الحزب الديمقراطي الاجتماعي الألماني |
|                          |                      | بيتر مولر (1955)                   | 29 سبتمبر 1999       | 10 أغسطس 2011        | 4333                 | الاتحاد الديمقراطي المسيحي          |
|                          |                      | أنغريت كرامب كارينباور (1962)      | 10 أغسطس 2011        | 28 فبراير 2018       | 2394                 | الاتحاد الديمقراطي المسيحي          |
|                          |                      | توبياس هانس (1978)                 | 1 مارس 2018          | في المنصب            | 2567                 | الاتحاد الديمقراطي المسيحي          |